# Гаммонд (Індіана)
Гаммонд (англ. Hammond) — місто (англ. city) в США, в окрузі Лейк штату Індіана. Населення — 77 879 осіб (2020).

## Географія
Гаммонд розташований за координатами 41°37′18″ пн. ш. 87°29′41″ зх. д. / 41.62167° пн. ш. 87.49472° зх. д. (41.621663, -87.494591).  За даними Бюро перепису населення США в 2010 році місто мало площу 64,44 км², з яких 58,99 км² — суходіл та 5,45 км² — водойми.

## Демографія
Згідно з переписом 2010 року, у місті мешкало 80 830 осіб у 29 949 домогосподарствах у складі 19 222 родин. Густота населення становила 1254 особи/км².  Було 32945 помешкань (511/км²).
Расовий склад населення:
| - 59,4 % — білих - 22,5 % — чорних або афроамериканців - 1,0 % — азіатів - 0,5 % — корінних американців - 13,3 % — осіб інших рас |

До двох чи більше рас належало 3,3 %. Частка іспаномовних становила 34,1 % від усіх жителів.
За віковим діапазоном населення розподілялося таким чином: 27,6 % — особи молодші 18 років, 61,7 % — особи у віці 18—64 років, 10,7 % — особи у віці 65 років та старші. Медіана віку мешканця становила 33,3 року. На 100 осіб жіночої статі у місті припадало 96,2 чоловіків;  на 100 жінок у віці від 18 років та старших — 93,3 чоловіків також старших 18 років.
Середній дохід на одне домашнє господарство  становив 49 348 доларів США (медіана — 39 576), а середній дохід на одну сім'ю — 54 599 доларів (медіана — 45 506). Медіана доходів становила 40 720 доларів для чоловіків та 32 390 доларів для жінок. За межею бідності перебувало 24,9 % осіб, у тому числі 40,0 % дітей у віці до 18 років та 8,5 % осіб у віці 65 років та старших.
Цивільне працевлаштоване населення становило 32 111 осіб. Основні галузі зайнятості: освіта, охорона здоров'я та соціальна допомога — 20,7 %, виробництво — 16,0 %, мистецтво, розваги та відпочинок — 13,1 %, роздрібна торгівля — 12,4 %.